# Nieuwerkerk (Schouwen-Duiveland)
Nieuwerkerk (seeländisch Nieuwerkaarke) ist ein Dorf in der Gemeinde Schouwen-Duiveland in der niederländischen Provinz Zeeland mit 2760 Einwohnern (Stand: 1. Januar 2024).

## Geografie
Das Dorf liegt auf der ehemaligen Insel Duiveland im Südwesten der Niederlande. Nordwestlich des Ortskerns befindet sich die Naturlandschaft Steenzwaan, die unter der Verwaltung von Staatsbosbeheer steht. Bis der Fluss Gouwe, der die Insel Schouwen und Duiveland voneinander getrennt hat, versandete und eingepoldert wurde, war Steenzwaan ein Flussarm dieses Flusses.

## Politik
Bis Nieuwerkerk im Jahre 1961 mit Oosterland und Ouwerkerk zur neuen Gemeinde Duiveland zusammengeschlossen wurde, hatte es eine selbständige Gemeinde gebildet. Seit der Fusion zum 1. Januar 1997 gehört das Dorf der Gemeinde Schouwen-Duiveland an.

## Kultur

### Denkmäler

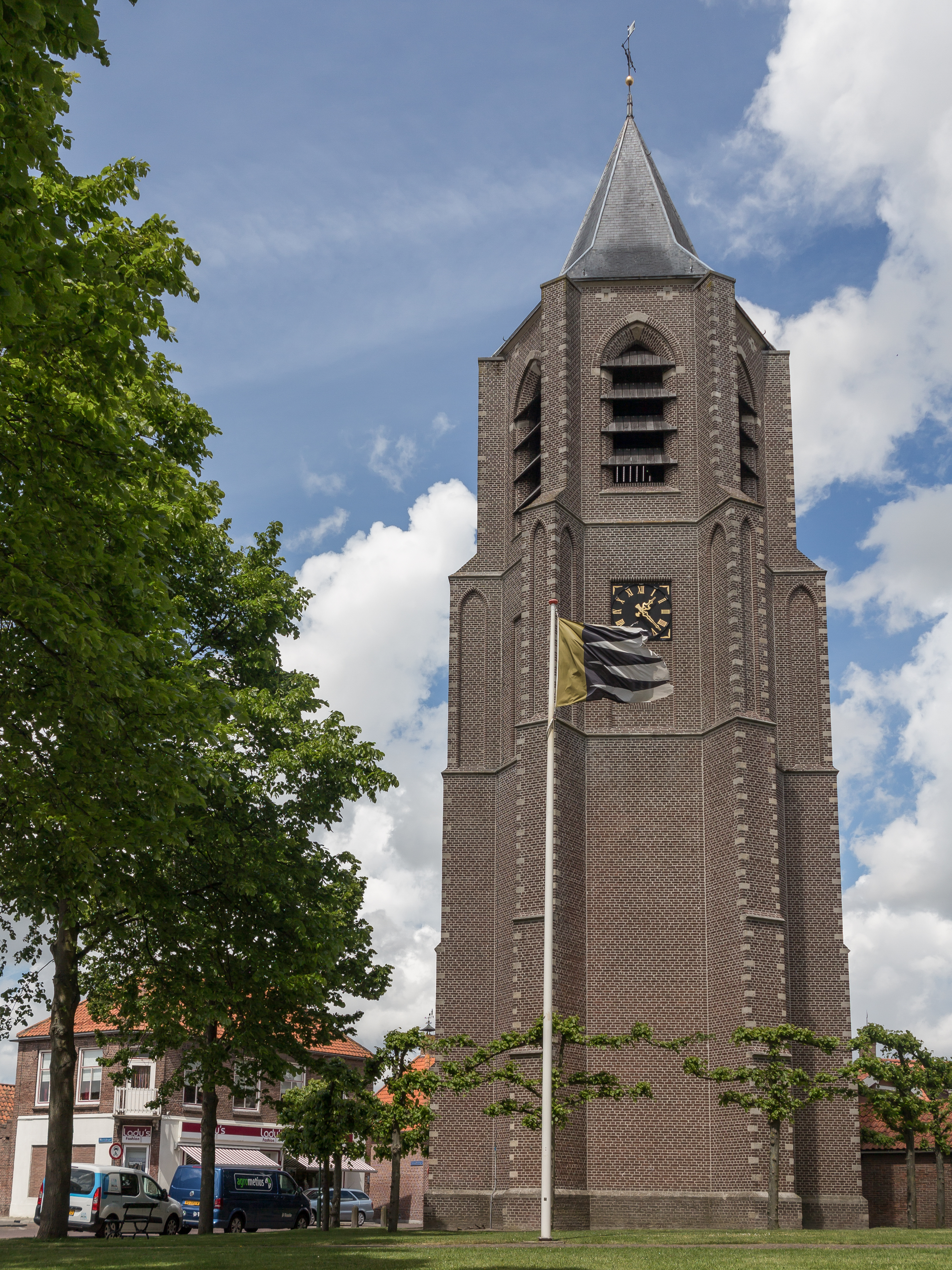
Turm der Johanneskerk

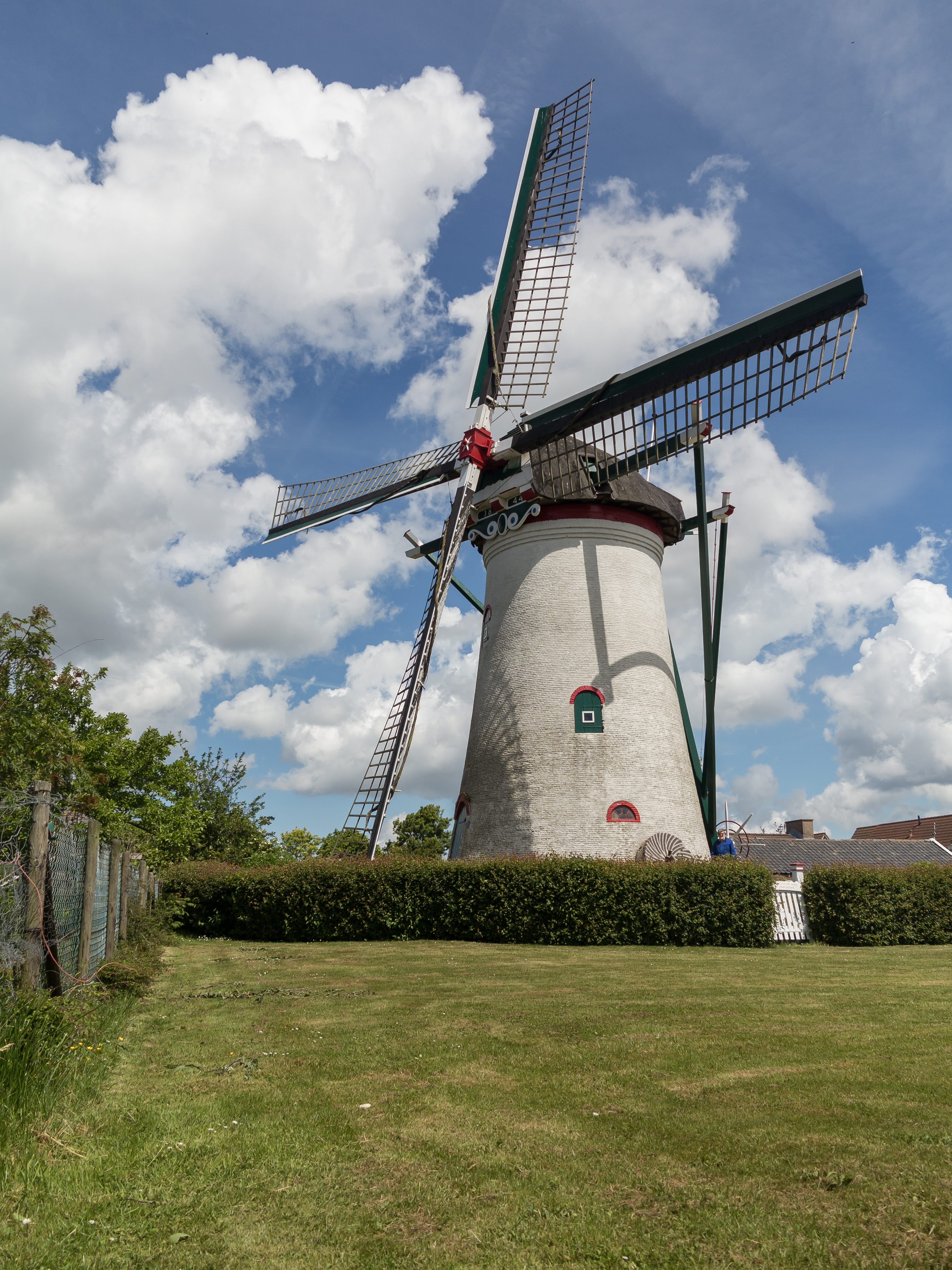
Nieuwerkerkse Molen

In Nieuwerkerk sind acht Gebäude als Rijksmonumenten denkmalgeschützt. Das sind unter anderem folgende Denkmäler:
- Die dem Evangelisten Johannes geweihte Johanneskerk im Dorfzentrum wurde im 15. Jahrhundert im spätgotischen Stil errichtet und ist von einer für Schouwen-Duiveland typischen Ringstraße umgeben. Im Jahre 2004 wurde sie in die Protestantse Kerk in Nederland (PKN) eingegliedert.
- Die steinerne Getreidemühle aus dem Jahre 1884 überstand die Flutkatastrophe von 1953 im Gegensatz zu den meisten Häusern in Nieuwerkerk.

## Persönlichkeiten
- Maria van der Deliën (um 1629–1673), Dichterin